# Jardin Baudricourt
Pour les articles homonymes, voir Baudricourt (homonymie).
Le jardin Baudricourt, aussi connu comme square de la rue Jean-Dunand, est un espace vert du 13e arrondissement de Paris, dans le quartier de la Gare. Il compte avec de nombreux bancs pour les visiteurs, un parc pour enfants, un monument commémoratif, une loge avec des toilettes publiques et une fontaine d'eau. On retrouve souvent des visiteurs, des groupes pratiquant du yoga ainsi que de nombreux corbeaux, qui se rassemblent dans les arbres et remplissent l'atmosphère de croassements.

## Accès
Le jardin est en plein centre du « Triangle de Choisy » et est donc accessible par les rues de la Pointe-d'Ivry, Jean-Dunand et Simone-Weil. Il ouvre pendant la journée puis reste fermé à partir de 20 h 30. Il est desservi par la ligne 7 à la station Porte de Choisy.

## Nom
Il est ainsi nommé depuis sa création en 1986  à cause de sa proximité avec la rue Baudricourt et porte donc le nom de Robert de Baudricourt.
Plus récemment, la mairie se réfère à l'espace comme « square de la rue Jean-Dunand », à ne pas confondre avec le square de l'Aspirant-Dunand.

## Mémorial

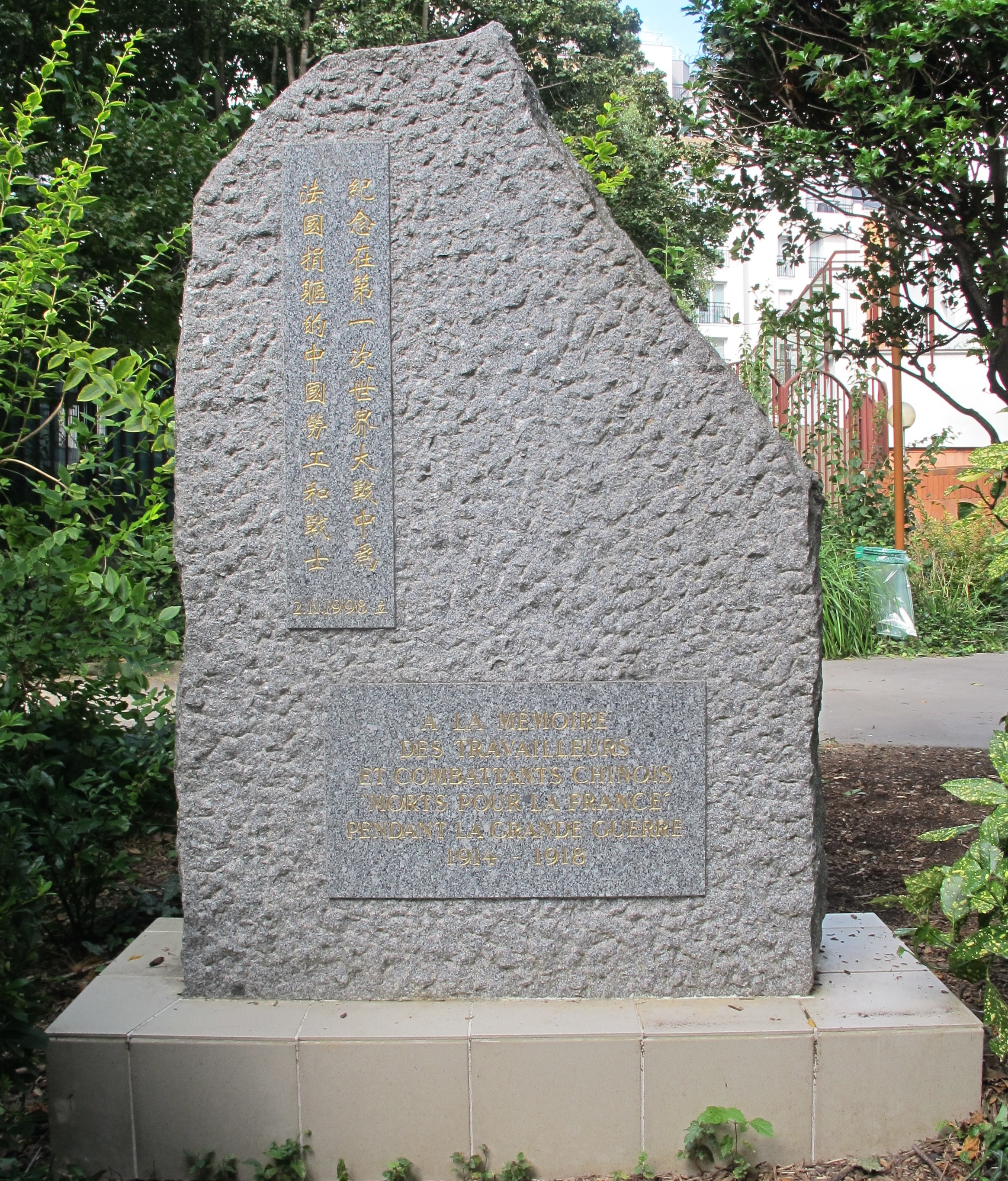
Plaque en pierre présente dans le jardin.

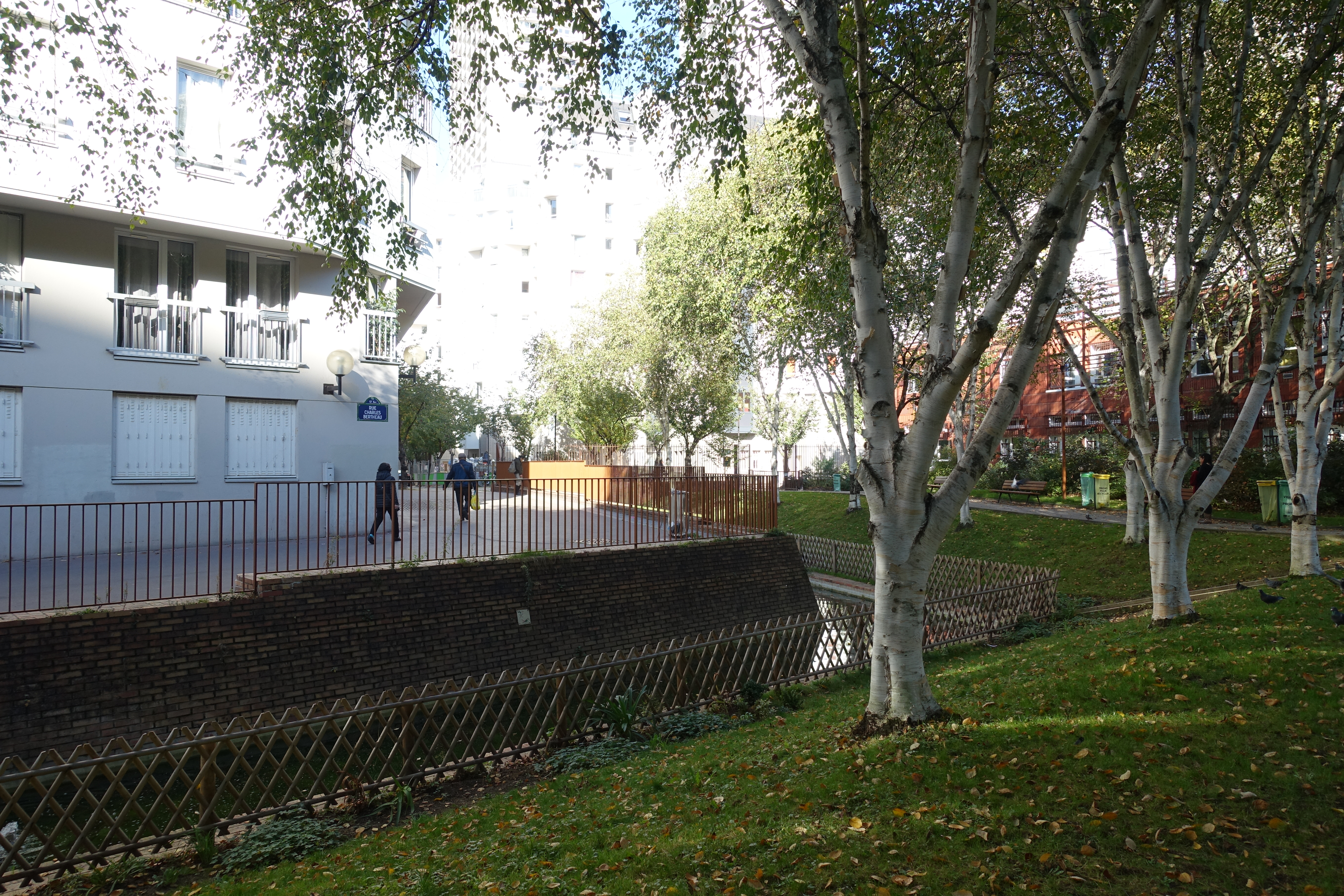
Étang en forme de canal adjacent au jardin.

Au centre du jardin, on trouve un mémorial en pierre en souvenir des travailleurs chinois morts pour la France entre 1916 et 1918. Le monument, installé le 2 novembre 1998, comprend deux plaques commémoratives, une en chinois et une en français :